# Adam Ammour
Adam Ammour (7 de junio de 2001) es un deportista alemán que compite en bobsleigh en la modalidad doble.
Ganó tres medallas en el Campeonato Mundial de Bobsleigh, en los años 2024 y 2025, y una medalla de oro en el Campeonato Europeo de Bobsleigh de 2024.

## Palmarés internacional
| Campeonato Mundial | Campeonato Mundial           | Campeonato Mundial | Campeonato Mundial |
| Año                | Lugar                        | Medalla            | Prueba             |
| ------------------ | ---------------------------- | ------------------ | ------------------ |
| 2024               | Winterberg (Alemania)        | Medalla de plata   | Doble              |
| 2024               | Winterberg (Alemania)        | Medalla de bronce  | Cuádruple          |
| 2025               | Lake Placid (Estados Unidos) | Medalla de bronce  | Doble              |
| Campeonato Europeo |                              |                    |                    |
| Año                | Lugar                        | Medalla            | Prueba             |
| 2024               | Sigulda (Letonia)            | Medalla de oro     | Doble              |